# Намибија на Светском првенству у атлетици у дворани 2016.
Намибија је учествовала на 16. Светском првенству у атлетици у дворани 2016. одржаном у Портланду од 17. до 20. марта. Репрезентацију Намибије на њеном осмом учешћу на светским првенствима у дворани, представљала је једна атлетичарка, која се такмичила у трци на 400.,
На овом првенству представница Намибије није освојила ниједну медаљу нити је оборен неки рекорд.

## Учесници
Жене:
- Тјипекапора Херунга — 400 м

## Резултати

### Жене
| Атлетичарка         | Дисциплина | Лични рекорд | Квалификација     | Квалификација     | Полуфинале        | Полуфинале        | Финале            | Финале            | Детаљи |
| Атлетичарка         | Дисциплина | Лични рекорд | Резултат          | Место             | Резултат          | Место             | Резултат          | Место             | Детаљи |
| ------------------- | ---------- | ------------ | ----------------- | ----------------- | ----------------- | ----------------- | ----------------- | ----------------- | ------ |
| Тјипекапора Херунга | 400 м      | 55,40 НР     | ДИСК. чл.163,3(б) | ДИСК. чл.163,3(б) | ДИСК. чл.163,3(б) | ДИСК. чл.163,3(б) | ДИСК. чл.163,3(б) | ДИСК. чл.163,3(б) |        |